# Představitelé Šen-si
Představitelé Šen-si stojí v čele správy provincie. V čele správy Šen-si stojí guvernér (šeng-čang, 省长) řídící lidovou vládu Šen-si (Šen-si-šeng žen-min čeng-fu, 陕西省人民政府). Nejvyšší politické postavení v provincii má však tajemník šensijského provinčního výboru Komunistické strany Číny, vládnoucí politické strany provincie i celého státu. K dalším předním představitelům Šen-si patří předseda provinčního lidového shromáždění (zastupitelského sboru) a předseda provinčního výboru Čínského lidového politického poradního shromáždění (ČLPPS).
V politickém systému Čínské lidové republiky, analogicky k centrální úrovni, má příslušný regionální výbor komunistické strany v čele s tajemníkem ve svých rukách celkové vedení, lidová vláda v čele guvernérem (u provincie) nebo starostou (u města) řídí administrativu regionu, lidové shromáždění plní funkce zastupitelského sboru a lidové politické poradní shromáždění má poradní a konzultativní funkci.

## Tajemníci šensijského provinčního výboru Komunistické strany Číny (od 1949)
Šensijské komunisty po roce 1949 vedl provinční výbor strany v čele s tajemníkem, od října 1954 prvním tajemníkem. Po zřízení provinčního revolučního výboru v březnu 1968 jeho předseda stanul i v čele komunistů provincie. Od března 1971 opět fungoval provinční výbor strany v čele s prvním tajemníkem. Od roku 1983 v čele provinčního výboru KS Číny stojí tajemník s několika zástupci tajemníka.
Ve sloupci „Další funkce“ jsou uvedeny nejvýznamnější úřady zastávané současně s výkonem funkce tajemníka šensijského výboru strany, případně pozdější působení v politbyru a stálém výboru politbyra.
| Jméno (životní data)               | Od            | Do            | Další funkce a poznámky |
| ---------------------------------- | ------------- | ------------- | --- |
| Ma Ming-fang (马明方) (1905–1974)  | říjen 1949    | listopad 1952 | předseda lidové vlády Šen-si (1949–1952), předseda šensijského provinčního výboru ČLPPS (1950–1952) |
| Pchan C’-li (潘自力) (1904–1972)   | listopad 1952 | říjen 1954    | předtím tajemník ningsiaského provinčního výboru KS Číny (1949–1952), předseda ningsiaské provinční lidové vlády (1949–1952), předseda šensijského provinčního výboru ČLPPS (1952–1955) |
| Čang Te-šeng (张德生) (1909–1965)  | říjen 1954    | listopad 1964 | předtím tajemník kansuského provinčního výboru KS Číny (1949–1954), předseda šensijského provinčního výboru ČLPPS (1955–1962) |
| Chu Jao-pang (胡耀邦) (1915–1989)  | listopad 1964 | říjen 1965    | první tajemník ÚV Komunistického svazu mládeže Číny (1953–1966), později člen politbyra ÚV KS Číny (od 1978) a jeho stálého výboru (1980–1989), předseda/generální tajemník ÚV KS Číny (1981–1987) |
| Chuo Š’-lien (霍士廉) (1909–1996)  | říjen 1965    | červenec 1967 | předtím úřadující guvernér Če-ťiangu (1957–1958), později první tajemník ningsiaského oblastního výboru KS Číny (1977–1979) a předseda ningsiaského revolučního výboru (1977–1979), ministr zemědělství (1979–1981), první tajemník šansijského provinčního výboru KS Číny (1980–1983)                        |
| Li Žuej-šan (李瑞山) (1920–1997)   | březen 1971   | prosinec 1978 | předseda šensijského revolučního výboru (1968–1978), předseda šensijského provinčního výboru ČLPPS (1977–1979) |
| Wang Žen-čung (王任重) (1917–1992) | prosinec 1978 | prosinec 1978 | předtím první tajemník chupejského provinčního výboru KS Číny (1954–1966), předseda šensijského revolučního výboru (1978), později místopředseda státní rady (1978–1980), tajemník ÚV KS Číny (1980–1982), místopředseda stálého výboru VSLZ (1983–1988), místopředseda celostátního výboru ČLPPS (1988–1992) |
| Ma Wen-žuej (马文瑞) (1912–2004)   | prosinec 1978 | květen 1984   | předseda šensijského provinčního lidového shromáždění (1979–1983), později místopředseda celostátního výboru ČLPPS (1984–1993) |
| Paj Ťi-nien (白纪年) (1926–2015)   | srpen 1984    | srpen 1987    | |
| Čang Po-sing (张勃兴) (* 1930)     | srpen 1987    | prosinec 1994 | předtím guvernér Šen-si (1986–1987), předseda šensijského provinčního lidového shromáždění (1993–1998) |
| An Čchi-jüan (安启元) (* 1933)     | prosinec 1994 | srpen 1997    | později předseda šensijského provinčního výboru ČLPPS (1998–2003) |
| Li Ťien-kuo (李建国) (* 1946)      | srpen 1997    | březen 2007   | předseda šensijského provinčního lidového shromáždění (1998–2007), později první tajemník šantungského provinčního výboru KS Číny (2007–2008), člen politbyra ÚV KS Číny (2012–2017) |
| Čao Le-ťi (赵乐际) (* 1957)        | březen 2007   | prosinec 2012 | předtím guvernér Čching-chaje (1999–2003), tajemník čchingchajského provinčního výboru KS Číny (2003–2007), předseda šensijského provinčního lidového shromáždění (2008–2013), později člen politbyra ÚV KS Číny (od 2012) a jeho stálého výboru (od 2017)                                                    |
| Čao Čeng-jung (赵正永) (* 1951)    | prosinec 2012 | březen 2016   | předtím guvernér Šen-si (2010–2012), předseda šensijského provinčního lidového shromáždění (2013–2016) |
| Lou Čchin-ťien (娄勤俭) (* 1956)   | březen 2016   | říjen 2017    | předtím guvernér Šen-si (2012–2016), předseda šensijského provinčního lidového shromáždění (2016–2018), později tajemník ťiangsuského provinčního výboru KS Číny (2017–2021) |
| Chu Che-pching (胡和平) (* 1962)   | říjen 2017    | červenec 2020 | předtím guvernér Šen-si (2016–2018), předseda šensijského provinčního lidového shromáždění (2018–2020), později ministr kultury a turistiky (2020– ) |
| Liou Kuo-čung (刘国中) (* 1962)    | červenec 2020 | listopad 2022 | předtím guvernér Ťi-linu (2016–2018), guvernér Šen-si (2018–2020), předseda šensijského provinčního lidového shromáždění (2020–2023), člen politbyra ÚV KS Číny (2022– ) |
| Čao I-te (赵一德) (* 1965)         | listopad 2022 | ve funkci     | předtím guvernér Šen-si (2020–2022), předseda šensijského provinčního lidového shromáždění (2023– ) |

## Guvernéři Šen-si (od 1949)
Od prosince 1979 v čele civilní administrativy provincie Šen-si stojí guvernér řídící lidovou vládu provincie. Předtím od května 1949 do prosince 1954 provincii spravovala lidová vláda v čele s předsedou, poté lidový výbor v čele s guvernérem. Od dubna 1968 do prosince 1979 správu provincie vedl revoluční výbor Šen-si v čele s předsedou.
| Jméno (životní data)                  | Od            | Do            | Další funkce a poznámky |
| ------------------------------------- | ------------- | ------------- | --- |
| Ma Ming-fang (马明方) (1905–1974)     | květen 1949   | listopad 1952 | tajemník šensijského provinčního výboru KS Číny (1949–1952), předseda šensijského provinčního výboru ČLPPS (1950–1952) |
| Čao Šou-šan (赵寿山) (1894–1965)      | listopad 1952 | červenec 1959 | předtím předseda lidové vlády Čching-chaje (1950–1952) |
| Čao Po-pching (赵伯平) (1902–1993)    | červenec 1959 | březen 1963   | |
| Li Čchi-ming (李启明) (1915–2007)     | březen 1963   | srpen 1966    | později předseda jünnanského provinčního výboru ČLPPS (1979–1983) |
| Li Žuej-šan (李瑞山) (1920–1997)      | duben 1968    | prosinec 1978 | první tajemník šensijského provinčního výboru KS Číny (1971–1978), předseda šensijského provinčního výboru ČLPPS (1977–1979) |
| Wang Žen-čung (王任重) (1917–1992)    | prosinec 1978 | únor 1979     | předtím první tajemník chupejského provinčního výboru KS Číny (1954–1966), první tajemník šensijského provinčního výboru KS Číny (1978), později místopředseda státní rady (1978–1980), tajemník ÚV KS Číny (1980–1982), místopředseda stálého výboru VSLZ (1983–1988), místopředseda celostátního výboru ČLPPS (1988–1992) |
| Jü Ming-tchao (于明涛) (1917–2017)    | únor 1979     | duben 1983    | guvernér Che-nanu (1982–1983) |
| Li Čching-wej (李庆伟) (1920–1994)    | duben 1983    | prosinec 1986 | |
| Čang Po-sing (张勃兴) (* 1930)        | prosinec 1986 | září 1987     | později tajemník šensijského provinčního výboru KS Číny (1987–1994), předseda šensijského provinčního lidového shromáždění (1993–1998) |
| Chou Cung-pin (侯宗宾) (1929–2017)    | září 1987     | březen 1990   | později tajemník chenanského provinčního výboru KS Číny (1990–1992), zástupce tajemníka Ústřední komise pro kontrolu disciplíny KS Číny (1992–1997) |
| Paj Čching-cchaj (白清才) (1932–2016) | březen 1990   | prosinec 1994 | |
| Čcheng An-tung (程安东) (* 1936)      | prosinec 1994 | květen 2002   | |
| Ťia Č’-pang (贾治邦) (* 1946)         | květen 2002   | říjen 2004    | |
| Čchen Te-ming (陈德铭) (* 1949)       | říjen 2004    | červen 2006   | později ministr obchodu (2007–2013) |
| Jüan Čchun-čching (袁纯清) (* 1952)   | červen 2006   | červen 2010   | později tajemník šansijského provinčního výboru KS Číny (2010–2014) |
| Čao Čeng-jung (赵正永) (* 1951)       | červen 2010   | prosinec 2012 | později tajemník šensijského provinčního výboru KS Číny (2012–2016), předseda šensijského provinčního lidového shromáždění (2013–2016) |
| Lou Čchin-ťien (娄勤俭) (* 1956)      | prosinec 2012 | duben 2016    | později tajemník šensijského provinčního výboru KS Číny (2016–2017), předseda šensijského provinčního lidového shromáždění (2016–2018), později tajemník ťiangsuského provinčního výboru KS Číny (2017–2021) |
| Chu Che-pching (胡和平) (* 1962)      | duben 2016    | leden 2018    | později tajemník šensijského provinčního výboru KS Číny (2017–2020), předseda šensijského provinčního lidového shromáždění (2018–2020), později ministr kultury a turistiky (2020– ) |
| Liou Kuo-čung (刘国中) (* 1962)       | leden 2018    | srpen 2020    | předtím guvernér Ťi-linu (2016–2018), později tajemník šensijského provinčního výboru KS Číny (2020–2022), předseda šensijského provinčního lidového shromáždění (2020–2023), člen politbyra ÚV KS Číny (2022– ) |
| Čao I-te (赵一德) (* 1965)            | srpen 2020    | prosinec 2022 | později tajemník šensijského provinčního výboru KS Číny (2022– ), předseda šensijského provinčního lidového shromáždění (2023– ) |
| Čao Kang (赵刚) (* 1968)              | prosinec 2022 | ve funkci     | |

## Předsedové šensijského provinčního lidového shromáždění (od 1979)
Počínaje rokem 1998 je předsedou šensijského provinčního lidového shromáždění (to jest provinčního zastupitelského sboru) pravidelně volen tajemník provinčního výboru KS Číny.
| Jméno (životní data)               | Od            | Do          | Další funkce a poznámky |
| ---------------------------------- | ------------- | ----------- | --- |
| Ma Wen-žuej (马文瑞) (1912–2004)   | prosinec 1979 | duben 1983  | první tajemník šensijského provinčního výboru KS Číny (1978–1984), později místopředseda celostátního výboru ČLPPS (1984–1993) |
| Jen Kche-lun (严克伦) (1913–1988)  | duben 1983    | květen 1988 | |
| Li Si-pchu (李溪溥) (1923–2021)    | květen 1988   | duben 1993  | |
| Čang Po-sing (张勃兴) (* 1930)     | duben 1993    | leden 1998  | předtím guvernér Šen-si (1986–1987), tajemník šensijského provinčního výboru KS Číny (1987–1994) |
| Li Ťien-kuo (李建国) (* 1946)      | leden 1998    | březen 2007 | tajemník šensijského provinčního výboru KS Číny (1997–2007), později první tajemník šantungského provinčního výboru KS Číny (2007–2008), člen politbyra ÚV KS Číny (2012–2017)                                                                       |
| Cchuej Lin-tchao (崔林涛) (* 1942) | březen 2007   | leden 2008  | úřadující předseda |
| Čao Le-ťi (赵乐际) (* 1957)        | leden 2008    | leden 2013  | předtím guvernér Čching-chaje (1999–2003), tajemník čchingchajského provinčního výboru KS Číny (2003–2007), tajemník šensijského provinčního výboru KS Číny (2007–2012), později člen politbyra ÚV KS Číny (od 2012) a jeho stálého výboru (od 2017) |
| Čao Čeng-jung (赵正永) (* 1951)    | leden 2013    | duben 2016  | předtím guvernér Šen-si (2010–2012), tajemník šensijského provinčního výboru KS Číny (2012–2016) |
| Lou Čchin-ťien (娄勤俭) (* 1956)   | duben 2016    | leden 2018  | předtím guvernér Šen-si (2012–2016), tajemník šensijského provinčního výboru KS Číny (2016–2017), později tajemník ťiangsuského provinčního výboru KS Číny (2017–2021)                                                                               |
| Chu Che-pching (胡和平) (* 1962)   | leden 2018    | srpen 2020  | předtím guvernér Šen-si (2016–2018), tajemník šensijského provinčního výboru KS Číny (2017–2020), později ministr kultury a turistiky (2020– ) |
| Liou Kuo-čung (刘国中) (* 1962)    | srpen 2020    | leden 2023  | předtím guvernér Ťi-linu (2016–2018), guvernér Šen-si (2018–2020), tajemník šensijského provinčního výboru KS Číny (2020–2022), člen politbyra ÚV KS Číny (2022– )                                                                                   |
| Čao I-te (赵一德) (* 1965)         | leden 2023    | ve funkci   | předtím guvernér Šen-si (2020–2022), tajemník šensijského provinčního výboru KS Číny (2022– ) |

## Předsedové šensijského provinčního výboru Čínského lidového politického poradního shromáždění (ČLPPS, od 1950)
| Jméno (životní data)              | Od            | Do            | Další funkce a poznámky                                                                                               |
| --------------------------------- | ------------- | ------------- | --- |
| Ma Ming-fang (马明方) (1905–1974) | 1950          | 1952          | tajemník šensijského provinčního výboru KS Číny (1949–1952), předseda lidové vlády Šen-si (1949–1952)                 |
| Pchan C’-li (潘自力) (1904–1972)  | 1952          | březen 1955   | tajemník šensijského provinčního výboru KS Číny (1952–1954)                                                           |
| Čang Te-šeng (张德生) (1909–1965) | březen 1955   | květen 1962   | první tajemník šensijského provinčního výboru KS Číny (1955–1964)                                                     |
| Fang Čung-žu (方仲如) (1901–1983) | květen 1962   | prosinec 1963 | |
| Čao Šou-i (赵守一 ) (1917–1988)   | prosinec 1963 | květen 1967   | |
| Li Žuej-šan (李瑞山) (1920–1997)  | prosinec 1977 | prosinec 1979 | první tajemník šensijského provinčního výboru KS Číny (1971–1978), předseda šensiského revolučního výboru (1968–1978) |
| Lü Ťien-žen (吕剑人) (1908–2002)  | prosinec 1979 | prosinec 1985 | |
| Tchan Wej-sü (谈维煦) (1911–1992) | prosinec 1985 | květen 1988   | |
| Čou Ja-kuang (周雅光) (1926–2021) | květen 1988   | leden 1998    | |
| An Čchi-jüan (安启元) (* 1933)    | leden 1998    | leden 2003    | předtím tajemník šensijského provinčního výboru KS Číny (1994–1997)                                                   |
| Aj Pchej-šan (艾丕善) (1943–2006) | leden 2003    | duben 2006    | zemřel ve funkci |
| Ma Čung-pching (马中平) (* 1950)  | leden 2008    | leden 2016    | |
| Chan Jung (韩勇) (* 1956)         | leden 2016    | leden 2022    | |
| Sü Sin-žung(徐新荣) (* 1962)      | leden 2022    | ve funkci     | |